# Gare de Sens
Gare de Sens – stacja kolejowa w Sens, w departamencie Yonne, w regionie Burgundia-Franche-Comté, we Francji.
Została otwarta w 1849 przez État. Jest stacją Société nationale des chemins de fer français (SNCF), obsługiwaną przez pociągi TER Bourgogne.